# Heinrich Dreyer (Politiker)
Heinrich Dreyer (* 8. Juli 1935 in Mennighüffen, Landkreis Herford; † 24. Oktober 1994 in Löhne) war ein deutscher Bundesbahnbeamter und Politiker (CDU).

## Leben
Nach der mittleren Reife 1952 absolvierte Dreyer eine Jungwerkerausbildung bei der Deutschen Bundesbahn und anschließend 1953 bis 1955 eine Ausbildung für den mittleren Dienst (Bundesbahn-Assistentenanwärter). Er arbeitete im Verkehrs- und Betriebsdienst der Deutschen Bundesbahn, absolvierte 1964 bis 1965 eine Ausbildung für den gehobenen Dienst und war anschließend in der Betriebsüberwachung tätig. 1967 bis 1969 arbeitete er in der Baubetriebsplanung und ab 1970 war er als Verkaufs- und Führungstrainer bei der Deutschen Bundesbahn tätig.

## Partei
Dreyer trat 1966 der CDU bei, wurde 1967 Mitglied im CDU-Kreisvorstand Herford und war 1973 bis 1986 Mitglied im Landesvorstand der CDU in Westfalen-Lippe, ab 1986 im nordrhein-westfälischen Landesvorstand der Partei.
Er gehörte ab 1969 dem Rat der Stadt Löhne und war dort 1969 bis 1984 Vorsitzender der CDU-Ratsfraktion. Er wurde 1974 Bezirksvorsitzender der CDU in Ostwestfalen-Lippe, war 1977 bis 1981 sowie 1986 bis 1989 stellvertretender Landesvorsitzender der CDU.

## Abgeordneter
Dem Landtag von Nordrhein-Westfalen gehörte er vom 28. Mai 1975 bis zu seinem Tod am 24. Oktober 1994 an. Sein Nachfolger wurde Gerhard Jacobs.